# Föderalismus in Deutschland

Verwaltungsgliederung Deutschlands

Politisches System der Bundesrepublik Deutschland

Der Föderalismus in Deutschland (von lateinisch foedus „Bund“, „Bündnis“) ist ein Prinzip der Staatsorganisation. Die Bundesrepublik Deutschland besteht aus dem Bund und teilsouveränen Gliedstaaten, die ihrerseits eigene staatliche Aufgaben erfüllen, den Bundesländern. Bund und Länder sind zu einem übergeordneten Ganzen zusammengeschlossen, sodass die Staatsqualität des Gesamtstaates durch die föderale Vereinigung begründet wird.
In der Bundesrepublik ist der Föderalismus durch Artikel 20 des Grundgesetzes ein Staatsstrukturprinzip und somit grundlegender Teil des politischen Systems. Die Ewigkeitsklausel legt fest, dass er unabänderlich festgeschrieben ist.
Im föderalen Bundesstaat sind die staatlichen Aufgaben zwischen Bund und Gliedstaaten so aufgeteilt, dass beide politischen Ebenen für bestimmte (verfassungsgemäß festgelegte) Aufgaben selbst zuständig sind. Die Autonomie der Gliedstaaten in einem föderativen System zeigt sich darin, dass die Glieder des Bundes über eigene Legitimität, Rechte und Kompetenzen verfügen. So hat jedes Land eine eigene Landesverfassung (Verfassungsautonomie) und dementsprechend eigenständige politische Institutionen für die Exekutive, die Judikative und die Legislative.

## Charakteristika des bundesdeutschen Föderalismus

### Kooperativer Föderalismus
Der deutsche Föderalismus beruht auf der Kooperation der Bundes- und Landesebene (Gegenmodell: Wettbewerbsföderalismus). Seit 1919 war der Bund im föderalen System Deutschlands in der Regel bestimmend. Dafür sorgte bereits der Umstand, dass die Kompetenzen im deutschen Bundesstaat nach Kompetenzarten verteilt sind und nicht nach Politikfeldern, wie es in den USA der Fall ist. Dies bedeutet konkret, dass der Bund den Großteil der Gesetze erlässt, es aber den Ländern zufällt, diese auszuführen.
Die Länder dürfen zusätzliche Freiheitsrechte gewährleisten und es ist ihnen gestattet, dazu stärkere plebiszitäre Mitwirkungsmöglichkeiten einzuführen und über das Grundgesetz hinaus soziale Grundrechte zu verbürgen. Auch ein Nebeneinander von Bundes- und Landesverfassungsgerichtsbarkeit entspricht dieser Selbstständigkeit der Verfassungsräume von Bund und Ländern.
Dem Bund wurden nach 1949 immer mehr Kompetenzen übertragen, wofür im Gegenzug den Ländern eine größere Mitsprache im Bundesrat zugestanden wurde, zumal dieser nach Art. 84 Abs. 1 Grundgesetz (GG) ohnehin Mitspracherecht besitzt, wenn der Bund in die Verwaltungsstruktur der Länder eingreift, um Gesetze zu erlassen. Problematisch ist aber immer noch vor allem die Finanzverfassung, wodurch ärmere Länder de facto zu Kostgängern des Bundes geworden sind. Zudem kam es immer mehr zu einer Verflechtung der Kompetenzen, womit schnelle Entscheidungen erschwert wurden (siehe Politikverflechtung). Damit besteht die Gefahr, dass die verschiedenen horizontalen Ebenen sich gegenseitig lähmen. Ebenfalls besteht die Gefahr, dass auf Bundesebene Gesetze beschlossen werden, deren Bezahlung Ländern und Kommunen obliegt, zumal den Ländern durch die Bundesgesetzgebung kaum eigener Handlungsspielraum geblieben ist (siehe oben; vgl. auch die Kritik, dass sich der Föderalismus zu einem reinen Exekutivföderalismus entwickle). Eine mögliche Lösung für das letztere Problem bietet das Konnexitätsprinzip.
Der Einflussbereich der Landespolitik wird zudem gehemmt durch eine umfassende Kooperation der Länder untereinander. Dies ist vor allem mit der Wahrung der Rechtseinheit und der Sicherung der Mobilität im Bundesgebiet zu begründen, senkt aber insbesondere den Einflussbereich der Landtage.
Ein Beispiel für die Verzahnung der Länder untereinander ist auch die Kultusministerkonferenz, die dafür sorgen soll, dass möglichst einheitliche Kriterien im Schulwesen der einzelnen Länder angewendet werden. Ein Teil der Kritiker meint, dass dadurch eine Gleichmacherei entsteht, die den großen Vorteil des Bildungsföderalismus, nämlich den Wettstreit der Länder um das beste System, in einen faulen Kompromiss auflöst. Andere sind der Auffassung, die Schulsysteme hätten sich bereits so weit auseinanderentwickelt, dass die Probleme beim Umzug und bei der Anerkennung der Abschlüsse ein echter Standortnachteil Deutschlands seien, auch wenn oft angemerkt wird, dass gerade die Konkurrenz des Föderalismus, wie im kulturellen und wirtschaftlichen Bereich, die Möglichkeit bietet, zu einer besseren Lösung zu gelangen.

### Exekutivföderalismus
Charakteristisch für den deutschen Föderalismus ist seine besondere Form der Anwendung als sog. Exekutivföderalismus. Definitionsgemäß bezeichnet der Begriff Exekutivföderalismus ein politisches System, bei dem eine enge Verzahnung der Exekutiven auf Bundesebene und Länderebene gegeben ist, bei gleichzeitig relativer Machtlosigkeit der Landesparlamente.
In anderen Systemen mit zwei Legislativorganen, wie beispielsweise den Vereinigten Staaten von Amerika, werden die Vertreter eines Teilstaates auf Bundesebene, die Senatoren, extra durch Wahlen im Teilstaat bestellt. Sie haben aber – im Gegensatz zum deutschen Modell – weder exekutive noch legislative Funktion im Teilstaat; ihre Aufgabe ist ausschließlich die Repräsentation auf Bundesebene. Die exekutive Funktion in einem Teilstaat übernehmen Gouverneure, welche wiederum keine Funktionen auf Bundesebene haben.
Die Besonderheit im deutschen Föderalismus ist, dass der Bundesrat aus Vertretern der Landesregierungen besteht. Dieses System ist weltweit einzigartig und lässt sich nur schwer vergleichen. Ähnlichkeit besteht mit dem System der Europäischen Union, in der die Regierungen der Mitgliedstaaten im Rat vertreten sind. Dieser Ministerrat ist Teil des Gesetzgebungsprozesses neben dem Europäischen Parlament.
Das Grundgesetz übernimmt eine lange Tradition, deren Anfänge man bereits im Heiligen Römischen Reich Deutscher Nation erkennen kann. Der damalige Reichstag war noch eine Vertretung der Reichsstände, der geistlichen oder weltlichen Fürsten bzw. der Reichsstädte. Im Deutschen Bund (1815–1866) wurden die Gliedstaaten von Gesandten im Bundestag diplomatisch vertreten. Der Bundestag wiederum war das direkte Vorbild für den Bundesrat im Norddeutschen Bund (1867–1870, ab 1871 Deutsches Kaiserreich). Hinzu kam aber ein direkt gewählter Reichstag als modernes Parlament. In der Weimarer Republik hatte der Reichsrat tendenziell weniger Rechte, da seine Zustimmung nicht mehr für alle Gesetze benötigt wurde. Er konnte auch keine Gesetzentwürfe einbringen.
Das Grundgesetz hat den Bundesrat wieder aufgewertet. Die eigentliche Neuerung besteht darin, dass die Bundesratsmitglieder nun Mitglieder der Landesregierung sein müssen. Nur in die Ausschüsse kann ein Land andere Vertreter entsenden.

## Föderalismus im Grundgesetz
Im Grundgesetz für die Bundesrepublik Deutschland ist der Föderalismus als politische Organisationsform festgeschrieben. Schon die Präambel bringt zum Ausdruck, dass die Bundesrepublik aus mehreren Gliedstaaten besteht:

„[…] Die Deutschen in den Ländern Baden-Württemberg, Bayern, Berlin, Brandenburg, Bremen, Hamburg, Hessen, Mecklenburg-Vorpommern, Niedersachsen, Nordrhein-Westfalen, Rheinland-Pfalz, Saarland, Sachsen, Sachsen-Anhalt, Schleswig-Holstein und Thüringen haben in freier Selbstbestimmung die Einheit und Freiheit Deutschlands vollendet. […]“

In Artikel 20 Absatz 1 GG wird die Bundesrepublik Deutschland ausdrücklich als Bundesstaat konstituiert. Die rechtlichen Funktionen des Föderalismus liegen vornehmlich darin, die Demokratie zu stärken, Pluralismus über alle gesellschaftlichen Kräfte zuzulassen und damit die politische Willensbildung zu unterstützen. Eine weitere Funktion liegt in der Verhinderung von unerwünschter Machtanhäufung. Geschützt wird das Prinzip über die Ewigkeitsklausel des Art. 79 Abs. 3 GG, der es für unabänderlich erklärt. Auch keine verfassungsändernde Zweidrittelmehrheit des Deutschen Bundestages und des Bundesrates darf die föderale Struktur und Organisation der Bundesrepublik aufheben. Die einzige Möglichkeit, die föderale Struktur der Bundesrepublik aufzulösen, bestünde darin, nach Art. 146 GG eine neue Verfassung zu verabschieden.
Artikel 30 betont die Eigenstaatlichkeit der Länder. Ausfluss dieser Eigenstaatlichkeit ist insbesondere ihre Kulturhoheit, das „Kernstück der Eigenstaatlichkeit der Länder“. Die Mitwirkung der Länder an der Gesetzgebung des Bundes und in Angelegenheiten der EU durch den Bundesrat wird in Art. 23 und 50 GG formuliert und erfährt ihre Konkretisierung durch das Gesetz über die Zusammenarbeit von Bund und Ländern in Angelegenheiten der EU.
Die Aufteilung der Zuständigkeiten zwischen dem Bund und den Ländern wird in den Art. 70 bis 74 GG behandelt. Die Zuordnung der staatlichen Verwaltungsaufgaben regeln die Art. 83 bis 87 GG. Anschließend werden die Finanzhoheit und die Verteilung des Steueraufkommens zwischen dem Bund und den Ländern konstituiert.
Durch einen Verteidigungsfall verändert sich nach den Art. 115a bis 115l GG die Rechtslage für die Interaktion zwischen dem Bund und den Ländern wesentlich. Insbesondere kann nach Art. 115e unter dort bestimmter Voraussetzung der Gemeinsame Ausschuss die Rechte des Bundestages und des Bundesrates an sich ziehen. Nach Art. 115f kann die deutsche Bundesregierung den Landesregierungen erforderliche Weisungen erteilen, in dringenden Fällen auch den Landesbehörden.

## Föderale Organe und Strukturen
Die Länder wirken über den deutschen Bundesrat gemäß Art. 50 GG bei der Gesetzgebung und Verwaltung des Bundes sowie in Angelegenheiten der Europäischen Union mit. Der Bundesrat wird jedoch nicht als eine zweite Kammer im herkömmlichen Sinne verstanden, da dessen Vertreter ein imperatives Mandat der Landesregierungen ausüben (→ Exekutivföderalismus).
Die wichtigste Aufgabe des Bundesrates besteht in seiner Mitwirkung bei der Gesetzgebung; für die Gesetzgebung des Bundes ist nach Art. 77 GG neben dem Bundestag auch der Bundesrat zuständig. Über dessen grundgesetzlich verankerte Mitwirkung in Angelegenheiten der Europäischen Union wirkt sich die föderative Staatsstruktur und Kompetenzordnung Deutschlands auch nach außen, auf die Ebene des europäischen Staatenverbundes, aus.
Die beschlussfassende Mitwirkung des Bundesrates am Gesetzgebungsverfahren variiert je nach Gesetzesbeschluss des Bundestages:
- Verfassungsändernde Gesetzesbeschlüsse bedürfen der Zustimmung von zwei Dritteln der Stimmen des Bundesrates. Werden diese nicht erreicht, ist keine Änderung des Grundgesetzes möglich. Der Bundesrat hat ein absolutes Veto.
- Zustimmungspflichtige Gesetzesbeschlüsse, die die Finanzen der Länder beeinflussen können, die deren Autonomie berühren, die Gemeinschaftsaufgaben zum Gegenstand haben, die die Neugliederung der Bundesländer regeln oder Ähnliches bedürfen der Zustimmung der absoluten Stimmenmehrheit. Der Bundesrat muss diesen Parlamentsbeschlüssen zustimmen. Verweigert er die Zustimmung, kann kein Gesetz zustande kommen. Der Bundesrat hat ein absolutes Veto. Da derzeit ca. 60 % der Bundesgesetze zustimmungsbedürftig sind, besitzt der Bundesrat im Gesetzgebungsprozess eine starke Stellung.
- Bei anderen Gesetzesbeschlüssen, den sog. „Einfachen oder Einspruchsgesetzen“ kann der Bundesrat mit absoluter Mehrheit Einspruch einlegen, der jedoch vom Bundestag mit absoluter Mehrheit zurückgewiesen werden kann. Legt der Bundesrat mit Zweidrittelmehrheit Einspruch ein, so kann der Bundestag diesen nur mit Zweidrittelmehrheit zurückweisen. Erfolgt die Zurückweisung nicht, kann kein Gesetz zustande kommen. Der Bundesrat hat demnach ein aufschiebendes oder suspensives Veto.

Siehe auch: Bundesrat: Mitwirkung bei der Gesetzgebung, Gesetzgebungsverfahren; rechtsvergleichend: Vertretung der Gliedstaaten

## Geschichte
In Deutschland ist die föderative Ordnung das Ergebnis eines historischen Prozesses, sie geht auf das föderale Erbe früherer staatlicher oder staatsähnlicher Einheiten und organisierter Bündnisse zurück. Trotz aller Zäsuren und Brüche, wie beispielsweise die Gleichschaltung der deutschen Länder unter anderem mit den zwei Gleichschaltungsgesetzen (1933) und dem Gesetz über den Neuaufbau des Reichs (1934), ist es möglich, eine Linie föderaler Tradition vom Heiligen Römischen Reich, über den Rheinbund, den Deutschen Bund, den Norddeutschen Bund und das Deutsche Reich (Kaiserreich 1871–1918, Weimarer Republik 1919–1933, Drittes Reich 1933–1945) bis hin zur Staatlichkeit der heutigen Länder der Bundesrepublik Deutschland zu ziehen.

### Heiliges Römisches Reich und Rheinbund
Bereits zu Ende des Ostfrankenreiches kam es zu einem Wiedererstarken der Stammesherzogtümer. Seit dem Hochmittelalter erodierte dann im Heiligen Römischen Reich die Macht des Kaisers – die allerdings nie allumfassend gewesen war, wobei die Politik des Herrschers oft auf Kooperation mit den Großen des Reiches ausgerichtet war (konsensuale Herrschaft) – durch die Entstehung starker Landesherrschaften, was sich seit der Reformation noch beschleunigte. Aus diesem Prozess ging die Goldene Bulle von 1356 hervor, eine Rechtsgrundlage, die eine Wahlmonarchie und das Königswahlrecht einer herausgehobenen Gruppe von Reichsfürsten, der Kurfürsten, bis 1806 sicherte. Durch die Reichsreform wurden im 16. Jahrhundert Reichskreise eingerichtet, die vor allem mit der Reichsexekutionsordnung vormalige Exekutiv-, Schlichtungs- und Koordinationsaufgaben des römisch-deutschen Kaisers übernahmen und so zur Föderalisierung des Reichs beitrugen. Einzelne Reichsstände entwickelten ihre Territorien mehr und mehr zu frühmodernen Staaten, die sich im Dreißigjährigen Krieg zu Militärbündnissen zusammenschlossen und in den Westfälischen Friedensverträgen weitgehende Souveränität erreichten. Als übergeordnete Instanzen blieben neben dem Kaiser nur die schwerfällige Gerichtsbarkeit und der Reichstag, der sich nun von einem unregelmäßig stattfindenden Treffen der Reichsfürsten zu einer permanenten Versammlung weisungsgebundenen Bevollmächtigten entwickelte (Immerwährender Reichstag). Dies bedeutete den Beginn einer historisch-politischen Entwicklungslinie, die bis zum heutigen Bundesrat führt.
Am Ende des Heiligen Römischen Reiches 1806 schlossen sich anfangs 16, später 36 deutsche Fürstentümer unter dem Protektorat Napoleons I. zum Rheinbund zusammen. Dabei handelte es sich um einen losen Staatenbund, dessen Gemeinschaftsaufgaben sich weitgehend auf die militärische Unterstützung des französischen Kaisers beschränkte. Die von der Gründungsakte versprochenen Organe kamen nicht zustande, und die gemachten Garantien verhinderten nicht, dass Frankreich Gebiete von Rheinbundstaaten annektierte.

### Deutscher Bund
Nach dem Wiener Kongress schlossen sich die nun souveränen deutschen Staaten 1815 im Deutschen Bund zu einem Staatenbund zusammen, der einen Ersatz für das 1806 untergegangene Reich darstellen sollte. Als einziges ständiges gemeinschaftliches Organ fungierte die Bundesversammlung, die auch als Bundestag (und, wenn die Fürsten selbst anwesend waren, als „Fürstentag“) bezeichnet wurde und ihren Sitz in Frankfurt am Main hatte. Sie setzte sich aus den bevollmächtigten Vertretern der Landesherren zusammen.
Der Bundestag konnte Bundesrecht erlassen. Es hatte grundsätzlich Vorrang vor Landesrecht. Durchgesetzt werden konnte es durch Bundesinterventionen und Bundesexekutionen, jedoch hatte der deutsche Bund nicht die direkte Möglichkeit, in die Souveränitätsrechte der einzelnen Gliedstaaten einzugreifen. Ein Mitgliedstaat hatte aber wiederum auch nicht das Recht, nach eigenem Willen auszutreten, darüber entschied der Bundestag nach dem Einstimmigkeitsprinzip. Allerdings war der Bundeszweck eben auf die Sicherheitsaspekte beschränkt – Hauptaufgabe war in erster Linie der Schutz der inneren und äußeren Sicherheit der Mitgliedstaaten –, so dass der Bund sich kaum zu einem Bundesstaat mit einer universalen Kompetenz entwickeln konnte. Ein Mitgliedstaat sollte nicht zuletzt vor Angriffen eines anderen Staates geschützt sein.
Während der Revolutionszeit von 1848/49 setzte die Frankfurter Nationalversammlung eine provisorische Zentralgewalt (Reichsregierung) ein, die es allerdings schwer hatte, sich gegenüber den Einzelstaaten durchzusetzen. Die endgültige Reichsverfassung hatte föderalistische, aber auch unitarische (einheitsstaatliche) Züge. Die Zentralgewalt arbeitete mit Bevollmächtigten der Landesregierungen zusammen, die allerdings nur eine beratende und vermittelnde Funktion erhielten. Über eine Zusammenlegung einiger kleiner Staaten mit größeren wurde unter dem Stichwort Mediatisierung diskutiert. Die Nationalversammlung empfahl aber zum Schluss lediglich – folgenlos –, dass die Zentralgewalt entsprechend zwischen Regierungen und Bevölkerungen vermitteln solle. Im Projekt einer Erfurter Union (1849/50) sollten die Einzelstaaten und ihre Fürsten eine größere Rolle spielen.

### Norddeutscher Bund und Kaiserreich
Österreich und seine Verbündeten unterlagen im Sommer 1866 im Deutschen Krieg. Sie mussten die Auflösung des Deutschen Bundes anerkennen. Danach gründeten 1867 alle nördlich des Mains gelegenen deutschen Staaten den Norddeutschen Bund. Dabei handelte es sich um einen unter preußischer Hegemonie stehenden Bundesstaat. Das nach Ansicht mancher Staatswissenschaftler wichtigste Organ des Norddeutschen Bundes, der Bundesrat, bestand aus Vertretern der zum Bund vereinigten Teilstaaten, wobei Preußen über 17 von 43 Stimmen verfügte. Der Bundesrat erließ zusammen mit dem gewählten Reichstag die Gesetze.
Bei der Reichsgründung 1871 traten die süddeutschen Staaten dem Norddeutschen Bund völkerrechtlich bei und errichteten gemeinsam das Deutsche Kaiserreich. Dabei wurde das politische System mit Bundesrat und Reichstag weitestgehend übernommen. Das Reich setzte sich aus den folgenden 25 Gliedstaaten (Bundesgliedern) zusammen:
- Königreich Preußen
- Königreich Bayern
- Königreich Württemberg
- Königreich Sachsen
- Großherzogtum Baden
- Großherzogtum Mecklenburg-Schwerin
- Großherzogtum Hessen
- Großherzogtum Oldenburg
- Großherzogtum Sachsen-Weimar
- Großherzogtum Mecklenburg-Strelitz
- Herzogtum Braunschweig
- Herzogtum Sachsen-Meiningen
- Herzogtum Anhalt
- Herzogtum Sachsen-Coburg und Gotha
- Herzogtum Sachsen-Altenburg
- Fürstentum Lippe
- Fürstentum Waldeck
- Fürstentum Schwarzburg-Rudolstadt
- Fürstentum Schwarzburg-Sondershausen
- Fürstentum Reuß jüngerer Linie
- Fürstentum Schaumburg-Lippe
- Fürstentum Reuß älterer Linie
- Freie und Hansestadt Hamburg
- Freie und Hansestadt Lübeck
- Freie Hansestadt Bremen

Elsaß-Lothringen war als Reichsland (bzw. als reichsunmittelbares Gebiet nach § 3 des Reichsgesetzes vom 9. Juni 1871) ab 1911 im Bundesrat vertreten.
Finanziell war das Reich auf die Matrikularbeiträge der Länder angewiesen, da ihm nach der Reichsverfassung sonst im Wesentlichen nur Zölle, Verbrauchs- und Verkehrsteuern, die Einnahmen der Reichspost und die französischen Reparationen gemäß dem Frieden von Frankfurt zustanden. Insofern war es „Kostgänger der Einzelstaaten“. Von deren starker Stellung zeugt der Vorrang des Bundesrats vor dem Reichstag sowie die Tatsache, dass das Reich sich lange Zeit nicht aus eigenen Steuereinnahmen, sondern aus Mitgliedskontributionen finanzierte. Überdies hatten sich die Königreiche Bayern, Württemberg und Sachsen, das Großherzogtum Baden sowie die Hansestädte gewisse Reservatrechte gesichert. Allerdings kam es schrittweise zu einer Institutionalisierung und Kompetenzerweiterung der vom Reichskanzler geführten Reichsleitung sowie zur Stärkung des Reichstags.

### Weimarer Republik
Die Weimarer Republik knüpfte ab 1919 an das System des Kaiserreichs an, doch wurde der Föderalismus durch die Reichsverfassung von 1919 an die Realitäten des verlorenen Weltkriegs angepasst. Die zunächst 18, ab 1929 17 Gliedstaaten, nun zu Ländern – den so bezeichneten Freistaaten – herabgestuft, waren
- Freistaat Preußen,
- Freistaat Bayern,
- Freistaat Sachsen,
- Volksstaat Württemberg,
- Republik Baden,
- Land Thüringen (ab 1920),
- Volksstaat Hessen,
- Freistaat Oldenburg,
- Freistaat Braunschweig,
- Freistaat Anhalt,
- Freie und Hansestadt Hamburg,
- Freie Hansestadt Bremen,
- Freistaat Lippe,
- Freie und Hansestadt Lübeck,
- Freistaat Waldeck (ab 1929 zu Preußen),
- Freistaat Schaumburg-Lippe,
- Freistaat Mecklenburg-Schwerin,
- Freistaat Mecklenburg-Strelitz.

Sie wurden mit der Erzbergerschen Finanzreform 1920 finanziell vom Steuersystem des Reichs abhängig, während die Verwaltungs- und Gesetzgebungskompetenzen des Reichs stark vergrößert wurden. Der an die Stelle des Bundesrats getretene Reichsrat zur Vertretung der Länderinteressen hatte deutlich geringere Mitwirkungsmöglichkeiten und verfügte nur über ein aufschiebendes Vetorecht, das vom Deutschen Reichstag mit Zweidrittelmehrheit überstimmt werden konnte.
In vier Regierungsdenkschriften zur Reichs- und Verfassungsreform zwischen 1924 und 1932 versuchte Bayern im Rahmen einer Reichsreform-Debatte, die föderalen Elemente stärker zu betonen oder zumindest die in der Verfassung angelegten Grundsätze in der politischen Praxis zu bewahren. Dazu wurde von 1928 bis 1930 eine Länderkonferenz in Berlin einberufen, die ohne Ergebnis blieb; derweil entstand im Vorfeld der Länderkonferenz am 6. Januar 1928 der Bund zur Erneuerung des Reiches unter Führung des früheren Reichskanzlers Hans Luther mit der Absicht, den Reich-Preußen-Dualismus zu überwinden. Die von innen und von außen stammenden Krisen des Reiches führten zu einer Stärkung der Zentralmacht. Mittels der Notstandskompetenzen des Reichspräsidenten war es darüber hinaus möglich, in die Länder hineinzuregieren.

### Zeit des Nationalsozialismus
Nach der Machtübernahme der Nationalsozialisten 1933 wurden zunächst die Landesparlamente gleichgeschaltet. Durch das Gesetz vom 7. April 1933 wurden in den Ländern dem Reichskanzler direkt unterstellte Reichsstatthalter eingesetzt – für mehrere einwohnerschwache Länder wurden gemeinsame Reichsstatthalter ernannt – oder mit dieser Funktion betraute Ämter geschaffen und dadurch die Länder zu bloßen Verwaltungseinheiten eines zentralistisch strukturierten Einheitsstaates degradiert. Mit dem Gesetz über den Neuaufbau des Reichs vom 30. Januar 1934 (RGBl. I S. 75) wurden die Hoheitsrechte der Länder auf das Reich übertragen. Das bedeutete das Ende ihrer Staatlichkeit und die unumschränkte Übertragung aller staatlichen Macht auf Adolf Hitler, was die bundesstaatliche Organisation des Deutschen Reiches beseitigte. Gleichzeitig wuchsen der ursprünglichen Parteiorganisation in NSDAP-Gaue – kennzeichnend für Polykratie und Kompetenzwirrwarr im nationalsozialistischen Deutschland – administrative Funktionen zu.
Zu einer grundlegenden territorialen Reform, wie sie (spätestens ab 1944) von einigen Nationalsozialisten wie Reichsinnenminister Wilhelm Frick gefordert wurde, konnte man sich nie entschließen – es blieb bei einer Gemengelage von Zuständigkeiten.

### Nachkriegszeit 1945–1949
Nach dem Ende des Zweiten Weltkrieges hatten die alliierten Siegermächte vielfältige Vorstellungen über die künftige politische Ordnung in Deutschland. Die Organisationsstruktur des neu zu schaffenden Staatswesens spielte dabei eine wichtige Rolle. Die Pläne der Alliierten waren so unterschiedlich, dass sie sich auf der Konferenz von Jalta (1945) nur darauf einigen konnten, dass die künftige Staatsordnung Deutschlands eine zu Missbrauch verleitende Machtkonzentration unterbinden sollte.
Erste Ansätze deutscher Staatlichkeit entstanden zunächst wieder durch die Schaffung der Länder ab dem Jahr 1946.
Nachdem in den gemeinsamen Gremien und den Konferenzen der Alliierten offensichtlich geworden war, dass die Vorstellungen der USA, Großbritanniens und Frankreichs über die Zukunft Deutschlands mit denen der Sowjetunion nicht vereinbar waren, beschlossen die Regierungen der drei westlichen Besatzungsmächte sowie der deutschen Nachbarstaaten Niederlande, Belgien und Luxemburg auf den Londoner Sechsmächtekonferenzen im Frühjahr 1948, dass in den drei westlichen Besatzungszonen ein deutscher Teilstaat mit föderalistischer Ordnung errichtet werden solle. Die entsprechenden Empfehlungen legten die westlichen Siegermächte den Ministerpräsidenten und dem Ersten beziehungsweise Bremer Bürgermeister als die so genannten Frankfurter Dokumente vor. Die Bundesrepublik entstand also ausgehend von den Ländern.
Begründet wurde dies zum einen mit der föderalen Tradition Deutschlands. Zum anderen war durch die föderale Staatsordnung eine Beschränkung politischer Macht durch ihre Aufteilung auf unterschiedliche Ebenen gegeben. Des Weiteren bestand durch die bundesstaatliche Organisation die Möglichkeit des Beitritts weiterer Länder.

### Bundesrepublik Deutschland (seit 1949)
Das föderalistische System der Bundesrepublik Deutschland ist 1949 auf den Trümmern des zusammengebrochenen Deutschen Reiches unter alliierter Besatzungsherrschaft entstanden. Der föderative Aufbau Westdeutschlands ist von Anbeginn im Grundgesetz (Art. 20 Abs. 1) verankert, das am 8. Mai 1949 vom Parlamentarischen Rat beschlossen wurde.
In den sog. Frankfurter Dokumenten, die die Militärgouverneure der Westzonen am 1. Juli 1948 den Regierungschefs der westzonalen Länder übergaben, wurde der Grundstein für die föderalistische Organisation des neuen Staates gelegt: Eine „Regierungsform des föderalistischen Typs“ mit einer angemessenen Zentralinstanz sei am besten geeignet, die zerrissene deutsche Einheit wiederherzustellen, die Rechte der beteiligten Länder zu schützen und individuelle Rechte und Freiheiten zu garantieren. Unklar blieb zunächst jedoch, auf welche Föderalismuskonzeption die Alliierten damit abzielten. Und auch auf Seite der Ministerpräsidenten erwiesen sich einige Punkte der Frankfurter Dokumente als strittig: Man einigte sich schließlich auf die Namen „Parlamentarischer Rat“ anstatt „Verfassunggebende Versammlung“ sowie „Grundgesetz“ anstatt „Verfassung“, da der Westzonen-Verfassung lediglich der Status eines Verfassungsprovisoriums zugestanden werden sollte.
Die Ländergliederung im Nachkriegsdeutschland sollte im Wesentlichen drei Prinzipien folgen:
1. Die politisch-administrativen Strukturen sollten gemäß den Vereinbarungen des Potsdamer Abkommens dezentralisiert und strikt von unten nach oben aufgebaut sein.
2. Preußen sollte nicht wiederhergestellt werden.
3. Enklaven und Exklaven sollten nicht weiterbestehen.

Im August 1946 war die Länderbildung in der Bizone abgeschlossen; sie unterscheidet sich von der heutigen Gliederung nur darin, dass Baden-Württemberg bis 1951 aus den Ländern Baden, Württemberg-Baden und Württemberg-Hohenzollern bestand und das Saarland bis 1957 den Sonderstatus eines autonomen Landes mit wirtschaftlichem Anschluss an Frankreich innehatte. Die neuen Länder stellen nicht nur teils künstliche Gebilde dar (allein Bayern, Bremen, Hamburg und Sachsen stehen, von Grenzänderungen abgesehen, in einer Kontinuität zu den 1933 bestehenden Ländern), sondern unterscheiden sich auch beträchtlich in ihrer Größe und Wirtschafts- und Finanzkraft. Obwohl die Alliierten schon in den Frankfurter Dokumenten eine Überprüfung und Änderung der Ländergrenzen vorschlugen, blieb die territoriale Rekonfiguration bis heute ein Brennpunkt der institutionellen Entwicklung des deutschen Föderalismus.
Während die Neugliederung der Südweststaaten 1951 nach einem heftigen Wahlkampf gelang, scheiterte die Fusion von Berlin und Brandenburg 1996 an einer Volksabstimmung, bei der über 62 % der Brandenburger gegen das Vorhaben stimmten, welches der nach der Wiedervereinigung eingefügte Art. 118a GG ermöglicht hatte. Zusätzlich verstärkt wurde die Asymmetrie im Bundesstaat durch die fünf ostdeutschen, wirtschaftsschwachen neuen Bundesländer infolge des Beitritts der DDR im Rahmen der Deutschen Einheit, die darüber hinaus auch eine Diversifizierung des Parteiensystems mit sich brachte. Die Folge ist eine zunehmend erschwerte politische Konsensfindung. Trotzdem wurde den Ländern schon früh vom Bundesverfassungsgericht Staatsqualität attestiert, so dass diese neben dem Grundgesetz über eine eigene Landesverfassung verfügen. Einen gewissen Grundkonsens bezüglich der Staatsorganisation auf Länderebene gibt die Homogenitätsklausel (Art. 28 GG) zwar vor, dennoch unterscheidet sich z. B. der Aufbau des parlamentarischen Systems in den einzelnen Ländern signifikant. Unterschiede gibt es auch in den Wahlsystemen, die zwar alle Verhältniswahlen darstellen, wo aber Direkt- und Listenmandate unterschiedlich kombiniert und Sperrklauseln anders gehandhabt werden.
Neben den Westalliierten als entscheidendem Motor von außen spielten jedoch die politischen Parteien eine wichtige Rolle für die Entwicklung des Föderalismus im Nachkriegsdeutschland. Im Parlamentarischen Rat und damit an der Entstehung des Grundgesetzes beteiligt waren nämlich die politischen Grundströmungen des Konservatismus, des Liberalismus, des (demokratischen) Sozialismus bzw. der Sozialdemokratie und des Kommunismus, also CDU, CSU und Zentrum, FDP, SPD und KPD. Die Auflage der Westmächte, eine Regierungsform des föderalistischen Typs zu bilden, wurde bereits in den Verfassungsentwürfen der Parteien antizipiert. Die Westalliierten spielten somit eher die Rolle des Prozessinitiators bzw. -organisators – eine föderalistische Regierungsform war also nichts genuin Neues, sondern konnte in Deutschland bis 1933 auf eine lange Tradition zurückblicken. Die Frage war also vielmehr die nach der konkreten Ausgestaltung des Föderalismus, da die Vorstellungen von einem „demokratischen Zentralismus“ (KPD) bis hin zu einer „extrem föderalistischen“ Lösung der CSU reichten. In den Beratungen des Parlamentarischen Rates zeigten sich die divergierenden Föderalismuskonzeptionen der Parteien vorwiegend in den folgenden drei Punkten:
1. Verteilung der Kompetenzen zwischen Bund und Ländern in der Finanzgebung und -verwaltung
2. Verteilung des Steueraufkommens zwischen Bund und Ländern
3. Zusammensetzung, Legitimation und Kompetenz der Zweiten Kammer

Die Entscheidung für einen Bundesrat, für die vor allem die konservativen Parteien eintraten, stellt eine wichtige institutionelle Weichenstellung dar, in der die Pfadabhängigkeit der Entwicklung des deutschen Bundesstaates fortgeführt wurde. Von Beginn an mit der Bestimmung einer verfassungskonformen und funktional angemessenen Rolle des Bundesrates einher gingen Fragen nach dem Ausmaß der Zustimmungsbedürftigkeit von Gesetzen und nach der Organqualität des Bundesrates sowie Kritik an der Machtfülle dieses nur mittelbar legitimierten Mitgesetzgebers. Besonders virulent wurden diese Probleme, als ab den 1970er Jahren immer wieder „umgekehrte Mehrheiten“ in Bundestag und Bundesrat das Regieren auf Bundesebene erschwerten, Entscheidungen blockierten, verzögerten oder zu suboptimalen Kompromissen führten. Dies gab der Politikwissenschaft Anlass, von einem folgenreichen Strukturbruch zwischen föderaler Ordnung und Parteienstaatlichkeit auszugehen. Doch weder die Enquete-Kommission Verfassungsreform in den 1970er Jahren noch die Gemeinsame Verfassungskommission von Bundestag und Bundesrat in den 1990er Jahren sahen einen Anlass, die verfassungsrechtliche Stellung des Bundesrates neu zu justieren. Der Parlamentarische Rat kannte solche Probleme jedoch noch nicht bzw. hatte noch kein Auge dafür, sodass mit dem Bundesrat in erster Linie ein „Widerlager“ zum Parteienwettbewerb im Parlament installiert werden sollte, in dem der bürokratische Sachverstand und die Verwaltungserfahrungen der Landesregierungen einen Beitrag zur Entscheidungsfindung des Bundes leisten sollten. Es zeigte sich jedoch, dass die Mitglieder des Bundesrates nicht wesentlich unempfänglicher für die Beeinflussung durch die nationalen Parteispitzen waren als ihre Kollegen im Bundestag und zunehmend kompetitive Handlungsstrategien an den Tag legten, die quer zur konsensorientierten Handlungslogik dieses Verfassungsorgans lagen.

### Deutsche Demokratische Republik (1949–1990)
Die DDR war bei ihrer Gründung 1949 auf Ländern aufgebaut, was in Art. 1 Abs. 1 der Verfassung festgeschrieben worden war, deren Kompetenzen jedoch noch hinter denen der Weimarer Republik zurückblieben. Die Länder wurden durch die Länderkammer vertreten, deren Mitglieder von den einzelnen Landtagen gewählt wurden. Allerdings erfolgte diese Wahl nach dem Blocksystem einer Einheitsliste unter Führung der SED, und die Einteilung in Länder wurde durch die zentralistische Struktur der alle Staatsorgane dominierenden SED konterkariert.
Im Juli 1952 wurden die Länder zusammen mit den Landesregierungen und Landtagen im Rahmen der Verwaltungsreform von 1952 mit dem so genannten Gesetz über die Demokratisierung des Aufbaus und der Arbeitsweise der staatlichen Organe in den Ländern der DDR praktisch aufgelöst und durch 14 Bezirke ersetzt, die ihrerseits in 191 Landkreise und 28 Stadtkreise gegliedert waren.
Im Zuge des Ländereinführungsgesetzes (Verfassungsgesetz zur Bildung von Ländern in der Deutschen Demokratischen Republik), das am 22. Juli 1990 mit Wirkung zum 14. Oktober von der Volkskammer der DDR beschlossen wurde, entstanden die Länder neu. (Anlage II Kapitel II des Einigungsvertrages verlegte das Inkrafttreten auf den 3. Oktober 1990, den Tag der Vereinigung, vor.)
Nach § 1 des Ländereinführungsgesetzes wurde das Territorium der DDR wie folgt gegliedert:
- Brandenburg (aus den Bezirken Cottbus, Frankfurt (Oder) und Potsdam),
- Mecklenburg-Vorpommern (Bezirke Neubrandenburg, Rostock und Schwerin),
- Sachsen (Bezirke Dresden, Karl-Marx-Stadt (Chemnitz), Leipzig),
- Sachsen-Anhalt (Bezirke Halle und Magdeburg),
- Thüringen (Bezirke Erfurt, Gera und Suhl).

Bei der Ländereinführung wurden die bis 1952 in der Sowjetischen Besatzungszone bestehenden Länder weitgehend wiederhergestellt und auf die abweichenden Bezirksgrenzen keine Rücksicht genommen: So wurden auch die Kreise Altenburg und Schmölln (früher Bezirk Leipzig) sowie Artern (früher Bezirk Halle) zu Thüringen geschlagen. Die Kreise Prenzlau und Templin (früher Bezirk Neubrandenburg) sowie Perleberg (früher Bezirk Schwerin) kamen zu Brandenburg. Der Kreis Jessen (früher Bezirk Cottbus) wurde Sachsen-Anhalt angegliedert und die Kreise Hoyerswerda und Weißwasser (früher Bezirk Cottbus) wurden sächsisch.

## Merkmale des föderalistischen Systems der Bundesrepublik Deutschland

### Machtverteilung
Als wesentlicher Vorzug einer föderalen Organisationsform wird von ihren Befürwortern die Beschränkung politischer Macht durch ihre Aufteilung auf unterschiedliche Ebenen hervorgehoben. Durch diese vertikale Gewaltenteilung entstehen zum einen mehrere Ebenen der politischen Teilhabe und Einflussmöglichkeiten, zum anderen ergeben sich unterschiedliche Formen und Wege der politischen Aufgabenerfüllung. Die Vorteile der Gewaltenteilung zeigen sich vor allem vor dem Hintergrund der Erfahrungen mit dem Zentralismus des Dritten Reiches. Insbesondere durch die örtliche Verteilung und Verschränkung von Kompetenzen auf verschiedene Institutionen und Personen soll eine erneute Kompetenzbündelung verhindert werden.

### Politische Integration und Bürgernähe
Der Föderalismus wird als Faktor zur Stärkung des Demokratieverständnisses der Bürger verstanden, die durch Wahlen in den Kommunen und Bundesländern stärker in das politische Leben eingebunden sind. Außerdem können politische Entscheidungen und Verwaltungshandlungen in föderalistischen Systemen orts- und bürgernäher und dadurch oft auch sachgerechter erfolgen.

### Subsidiarität
Eine sachgerechtere Handhabung beinhaltet auch eine subsidiäre Vorgehensweise. Staatliche Eingriffe des Bundes und öffentliche Leistungen sollen nach diesem Prinzip grundsätzlich nur unterstützen und dann erfolgen, wenn die jeweils tiefere hierarchische Ebene (Länder, Kommunen, Familien) nicht in der Lage ist, die erforderliche (Eigen-)Leistung zu erbringen.

### Schutz und Integration von Minderheiten
Zum anderen bietet sie Schutz von Minderheiten, z. B. wenn diese nur im Gesamtstaat eine Minderheit, im Teilstaat dagegen eine Mehrheit bilden. So erhalten regionale Minderheiten die Möglichkeit einer gewissen Eigenständigkeit und Selbstverwaltung. Somit bietet ein föderalistischer Staatsaufbau die Möglichkeit, dass auf der einen Seite trotz Vielfalt Integration und Einheit möglich sind (Pluralismus), auf der anderen Seite aber Minoritäten ein gewisser Schutz vor Majorisierung (ständige Überstimmung durch die Mehrheit) zukommt.

### Bereicherung und Bewahrung der landestypischen Kultur
Der Föderalismus ermöglicht nach Meinung seiner Befürworter auch Vielfalt in der Einheit. Regionale Besonderheiten bleiben bestehen, machen den Gesamtstaat facettenreich. Darüber hinaus ist in manchen Bundesländern wie Bayern oder Hamburg eine eigene staatliche Tradition gegeben.

### Wettbewerb unter den Bundesländern
Oft haben die Länder die gleichen politischen Probleme, aber die Wege, sie zu lösen, sind unterschiedlich. Es können dann Konsequenzen gezogen werden, wenn z. B. im internationalen Vergleichstest ein Land mit seinem Schulsystem wesentlich besser abschneidet als ein anderes.

### Personelle Ressourcen
Durch die Vielzahl an politischen Ämtern und Gremien gibt es auch für die Bundespolitik ein größeres Reservoir an politikerfahrenen Kandidaten. Viele erfolgreiche Bundespolitiker waren vorher in der Landespolitik aktiv.

### Fruchtbare Experimente
Der Föderalismus stärkt die Experimentierfreudigkeit und die Fähigkeit zu Erneuerungen. So wird klar, ob Koalitionen auf Länderebene funktionieren und diese gegebenenfalls auf Bundesebene ausgeweitet werden können. Länder können in ihren Zuständigkeitsbereichen neue politische Ideen verwirklichen.

## Kritik an der Ausgestaltung des Föderalismus in Deutschland

### Ahistorische Grenzziehungen
Die Grenzen einiger Bundesländer wurden, bedingt durch die Besatzungszonen, nach dem Zweiten Weltkrieg abweichend von ihren historischen Verläufen gezogen. Dies betrifft beispielsweise den norddeutschen Raum infolge der Zerschlagung Preußens nach 1945 und den Südwesten durch die Bildung einer französischen Besatzungszone.

### Blockade und Verlangsamung politischer Entscheidungen
Ständig wechselnde Machtverhältnisse im Bundesrat machen koordinierte Politik schwierig und verhindern notwendige Gesetzgebung, wenn die Initiativen der Bundesregierung und des Bundestages am Widerstand des Bundesrates scheitern. Der Bundesrat agiert oft als „Gegenparlament zum Bundestag“. Außerdem wird notwendige Gesetzgebung durch Anpassungsdruck an die Zusammensetzung des Bundesrats entweder unsachlich beschleunigt oder durch die Debatten des Bundesrats und der Länder verlangsamt.

### Politisches Übergewicht von Kleinstaaten
Der Bundesrat begünstigt durch nicht zur Bevölkerung proportionale Stimmengewichte der Bundesländer kleinere Länder gegenüber den größeren, sodass beispielsweise ein Saarländer mehr als achtmal so viel Einfluss nimmt wie ein Bürger Nordrhein-Westfalens.
Die Unterschiede sind aber in Bundesstaaten, wo jeder Gliedstaat dieselbe Anzahl an Mitgliedern in der Länderkammer entsendet, wie in den Vereinigten Staaten oder der Schweiz, noch größer. Die dort übliche Senatslösung war im Parlamentarischen Rat 1948 auch für den Bundesrat im Gespräch.

### Dauerwahlkampf
Ein Problem, welches in jedem föderal organisierten Staatsgebilde entstehen kann, ist der sogenannte Dauerwahlkampf, der dadurch entsteht, dass durch die Vielzahl der Länder in irgendeinem Teil Deutschlands fast immer die nächste Wahl bevorsteht. Dies lähme auch die Bundespolitik, meinen Kritiker, da sich Bundespolitiker in Wahlkampfzeiten auch in den Ländern engagieren und viele Bürger nicht deutlich zwischen Bundes- und Landespolitik unterscheiden. Dieses Problem könnte man lindern, indem man die Wahlen in allen Ländern zu einem gemeinsamen Stichtag veranstaltet. Dies würde die Handlungs- und Gestaltungsfähigkeit der Regierung erhöhen, wird teilweise aber auch kritisch gesehen. Es wird überlegt, dass sich dann durch außerplanmäßige Wahlen, etwa nach einem Koalitionsbruch in einem Land die dortige Periode auf die Länge bis zum Zeitpunkt der nächsten planmäßigen Wahl verkürzen sollte, damit dauerhaft gleiche Wahltermine gewährleistet bleiben. Eine Gleichtaktung erregt jedoch regelmäßig Widerspruch aus den Reihen der jeweiligen Oppositionsparteien, die um Stimmen fürchten. Möglicherweise würde sich im Falle mehr oder weniger einheitlicher Ergebnisse der Wahlen in den Ländern eine Beeinflussung der Bundespolitik ergeben, wenn die Wahlergebnisse als ein „Signal an die Bundesregierung“ interpretiert werden. Da zudem Parteien stets geneigt sind, Wahlergebnisse als eigene Erfolge darzustellen, erscheint diese Sorge auch bei dem realistischer anmutenden Fall völlig unterschiedlicher Wahlergebnisse berechtigt.

### Viele Verwaltungsapparate und damit verbundene hohe Ausgaben
Die Verwaltungsapparate der 16 Länder mit 17 Regierungen (mit der Bundesregierung), 131 Ministerien, 17 Parlamenten mit etwa 1900 Parlamentariern verursachen hohe Kosten (Stand 2020), während in den schwachen und verschuldeten Ländern mit ihrer Schuldenbremse und auch in den Kommunen erheblicher Geldmangel herrscht. So gab Peter Struck, ehemaliger SPD-Fraktionsvorsitzender im Bundestag, die Parole aus: „Weniger Länder, stärkere Kommunen – das ist mein Appell.“ In Mitteldeutschland könnten durch die Zusammenlegung dreier Länder, Sachsen, Thüringen und Sachsen-Anhalt nach einer Schätzung etwa 1,5 Milliarden Euro pro Jahr gespart und investiert werden.

### Wirtschaftliche Ungleichgewichte und Länderfinanzausgleich
Eine Zusammenlegung von reichen und armen Ländern ist nach Meinung einiger die bessere Lösung als Zwangsabgaben ohne Kontrolle über die Verwendung der Geldmittel und ohne gemeinsame Wirtschaftspolitik. Statt füreinander zu zahlen, sei gemeinsames Arbeiten in größeren leistungsfähigeren Einheiten sinnvoller.

### Fehlende nationale Koordination
Die Länder können sich, so eine häufige Argumentation, beispielsweise in der Bildungspolitik – wenn überhaupt – immer nur auf den kleinsten gemeinsamen Nenner einigen. Eine Einigung kommt wegen der Kulturhoheit der Länder auch auf der Kultusministerkonferenz (KMK) nicht zustande. Für den Bürger bedeutet das bei Umzügen über die Ländergrenzen hinweg unter Umständen erhebliche Änderungen des Schulsystems und der Schulbücher. Der Bildungsföderalismus bringe zudem im internationalen Vergleich schlechte Schülerleistungen hervor. Insbesondere in Bezug auf den Bildungsföderalismus wird dem Föderalismus Unübersichtlichkeit, uneinheitliche Lebensverhältnisse, Unvergleichbarkeit oder auch Ungerechtigkeit für Lebenschancen vorgehalten.
Die Zusammenarbeit der föderal organisierten Sicherheitsbehörden hat sich bei den länderübergreifend verübten Gewalttaten von Mitgliedern des Nationalsozialistischen Untergrunds (NSU) als unzureichend erwiesen.
Wirksamen Maßnahmen zur Bekämpfung der COVID-19-Pandemie in Deutschland stehe ein „Flickenteppich“ aus der Kompetenz der Bundesländer zum Vollzug des Infektionsschutzgesetzes (§ 54 IfSG), dem Erlass inhaltlich unterschiedlicher Rechtsverordnungen auf Landesebene (§ 32 IfSG) sowie regionalen Schutzmaßnahmen auf Ebene der Landkreise, Bezirke und kreisfreien Städte (§ 28a Abs. 3 IfSG) entgegen. Eine länderübergreifende Seuche könne nur zentral und bundeseinheitlich bekämpft werden. Der Streit zwischen den Bundesländern um die richtige Strategie wurde als kleinlich und schädlich abgetan. Zudem würden die unterschiedlichen Regeln in den Ländern die Bürgerinnen und Bürger nur irritieren. Der Entwurf des Vierten Gesetzes zum Schutz der Bevölkerung bei einer epidemischen Lage von nationaler Tragweite sah deshalb bundeseinheitliche Standards, die sog. „Bundesnotbremse“, vor. Die dortigen Maßnahmen richteten sich aber nach dem Infektionsgeschehen des jeweiligen Kreises, sodass auch zwischen verschiedenen Kreisen unterschiedliche Maßnahmen galten.

### Zerschnittene Ballungsräume
Die Ländergrenzen verlaufen teils durch relativ dicht bebaute Räume, wodurch das Management der Verflechtungen auf Landesebene eine Kooperation mehrerer Länder benötigt (etwa bei den Aufgabenträgern für den Schienenpersonennahverkehr).
Folgende eng miteinander verflochtene Städte liegen in verschiedenen Bundesländern:
- Berlin (Stadtstaat), Potsdam (Brandenburg) und Umland (Brandenburg)
- Hamburg (Stadtstaat) und Umland (Schleswig-Holstein, Niedersachsen)
- Bremen (Stadtstaat), Bremerhaven (Bremen), Oldenburg (Niedersachsen) und Umland (Niedersachsen)
- Kassel (Hessen) und Hannoversch Münden (Niedersachsen)
- Bad Bentheim (Niedersachsen), Rheine (Nordrhein-Westfalen), Osnabrück (Niedersachsen), Bünde (Nordrhein-Westfalen), Minden (Nordrhein-Westfalen) und Bückeburg (Niedersachsen)
- Köln (Nordrhein-Westfalen), Bonn (Nordrhein-Westfalen) und Remagen (Rheinland-Pfalz)
- Siegtal: Windeck (Nordrhein-Westfalen), Betzdorf (Rheinland-Pfalz), Wissen (Rheinland-Pfalz), Siegen (Nordrhein-Westfalen)
- Limburg (Hessen) und Diez (Rheinland-Pfalz)
- Rhein-Main: Mainz (Rheinland-Pfalz), Wiesbaden (Hessen), Frankfurt am Main (Hessen), Darmstadt (Hessen) und Aschaffenburg (Bayern)
- Rhein-Neckar: Mannheim (Baden-Württemberg), Heidelberg (Baden-Württemberg), Ludwigshafen am Rhein (Rheinland-Pfalz) und Viernheim (Hessen)
- Karlsruhe (Baden-Württemberg) und Wörth am Rhein (Rheinland-Pfalz)
- Homburg (Saarland) und Zweibrücken (Rheinland-Pfalz)
- Ulm (Baden-Württemberg) und Neu-Ulm (Bayern)
- Neustadt bei Coburg (Bayern) und Sonneberg (Thüringen)
- Greiz (Thüringen) und Reichenbach (Sachsen)
- Mitteldeutschland: Leipzig (Sachsen), Halle (Sachsen-Anhalt) und Altenburg (Thüringen)
- Lübeck (Schleswig-Holstein) und Schönberg (Mecklenburg-Vorpommern)

## Reformen

### Föderalismusreform I
Die Föderalismusreform wird seit Verwirklichung der Föderalismusreform II auch als Föderalismusreform I bezeichnet, ist eine Änderung des Grundgesetzes, welche die Beziehungen zwischen Bund und Ländern betrifft.
Fast alle Parteien waren sich am Anfang des Jahrtausends einig, dass dringend Reformbedarf herrscht. Aus diesem Grund wurde eine Föderalismuskommission unter Vorsitz von Edmund Stoiber und Franz Müntefering eingerichtet. Ziel der Reform war eine Klärung von Machtbefugnissen mit einer einhergehenden Entflechtung der Gesetzgebungskompetenzen zu Gunsten der Länder. Auch die Zahl der durch den Bundesrat zustimmungspflichtigen Gesetze sollte reduziert werden. Daneben wurde auch das Kooperationsverbot erlassen, was es dem Bund gegenüber den Ländern erschweren sollte sich in den kulturhoheitlichen Kompetenzbereich der Länder einzumischen. Die Verhandlungen verliefen im Spannungsverhältnis zwischen Wettbewerbsföderalismus und der Schonung der Autonomie der Länder.
Der Reformprozess gestaltete sich jedoch schwierig, da Kompetenzen zahlreicher Gebietskörperschaften und Ministerien betroffen waren. Wiederholt wurde die Arbeit der Reformkommission als zu zaghaft eingeschätzt, und im Dezember 2004 galten die Verhandlungen als gescheitert. Im Februar 2006 konnten als Konsequenz der Großen Koalition die Verhandlungen jedoch erfolgreich beendet und als Föderalismusreformgesetze in das Parlament eingebracht werden. Die Föderalismusreform I wurde im Juni und Juli 2006 vom Deutschen Bundestag und vom Bundesrat mit der notwendigen Zweidrittelmehrheit beschlossen und trat am 1. September 2006 in Kraft.

### Föderalismusreform II
Die Föderalismusreform II ist eine Änderung des Grundgesetzes, welche die Beziehungen zwischen Bund und Ländern betrifft. Sie wurde 2009 vom Deutschen Bundestag und Bundesrat mit der notwendigen Zweidrittelmehrheit beschlossen und trat am 1. August 2009 in Kraft.
Die Föderalismusreform II sollte die Finanzbeziehungen zwischen Bund und Länder an die veränderten wirtschaftspolitischen Rahmenbedingungen anpassen. Das gleichzeitige Eintreten der Fiskal- und Eurokrise sorgte für eine Verschiebung der Interessen innerhalb der Föderalismuskommission. Es kam zur Lösung einiger Finanzverfassungsfragen sowie der Einführung der deutschen Schuldenbremse. Die Föderalismusreform II bereitet die Abkehr des Entflechtungsparadigmas vor und fokussierte eine Zentralisierung bzw. Vertikalisierung der Finanzverfassung zu Gunsten des Bundes.

### Föderalismusreform III
Bei der Föderalismusreform III wurde auf eine Föderalismuskommission verzichtet. Man wollte die Ergebnisse durch intergouvermentale Beziehungen lösen, vor allem durch den stärker werdenden Einfluss der Landesministerkonferenzen. Die in der Föderalismusreform II vernachlässigten Finanzbeziehungen zwischen Bund und Ländern sollten nun gelöst werden. Vor allem wurde eine Neuregelung des bundesstaatlichen Finanzausgleichs beschlossen. Daneben wurden dem Bund weitere Kompetenzen im Bereich der Finanzhilfen für Kommunen zugesprochen sowie dem Bundesrechnungshof neue Kontrollrechte eingeräumt.

## Neugliederung der Länder
Aus diesen Gründen wird seit Beginn der Bundesrepublik immer wieder gefordert, kleinere Länder zusammenzulegen. Im Dezember 2003 forderte beispielsweise der brandenburgische Ministerpräsident Matthias Platzeck die Zusammenlegung von Berlin, Brandenburg und Mecklenburg-Vorpommern. Immer wieder werden auch die Zusammenlegungen von Bremen und Niedersachsen, von Schleswig-Holstein, Mecklenburg-Vorpommern und Hamburg, gelegentlich auch die aller fünf norddeutschen Länder zu einem Nordstaat gefordert. Ebenso wird die Zusammenlegung Sachsens, Sachsen-Anhalts und Thüringens sowie die Vereinigung des Saarlands mit Rheinland-Pfalz gefordert.
Im Oktober 2014 regte die damalige saarländische Ministerpräsidentin Annegret Kramp-Karrenbauer die Diskussion über Fusionen einzelner Bundesländer an. Sie forderte eine radikale Neuordnung der Bundesrepublik, falls es bei der Reform des Finanzausgleichs zu keiner Entlastung der armen Länder komme. „Wir würden dann darüber reden müssen, wie wir uns in Deutschland insgesamt zukunftsfähig aufstellen, konkret, ob es künftig nur noch sechs oder acht Bundesländer gibt, statt der bisherigen 16 Länder.“
Solche Zusammenlegungen erfordern aber nach Art. 29 GG einen Volksentscheid und stoßen auf Widerstand besonders aufgrund historisch gewachsener Traditionen.